# Barzaghino
Il Barzaghino, (Barzaghìn in dialetto canzese) è una montagna di 1.068 m s.l.m. nell'Alta Brianza.

## Descrizione
Il Monte Barzaghino è un rilievo montuoso posto nella parte centrale del Triangolo Lariano. Si trova ad Est della Dorsale Lariana Como-Bellagio, a cui è collegato all’altezza del Monte Palanzone grazie alla Colma Piana ed alla Bocchetta di Vallelunga. Si affaccia, con ripidi salti rocciosi, sulla Valle del Fiume Lambro nel tratto tra Asso e Caslino d'Erba, mentre è delimitato nella parte orientale dal Torrente Rezzago e dalla piana dei Monti di Sera.